# ダイヤモンドスマイル
「ダイヤモンドスマイル」は、Run Girls, Run!の5枚目のシングル。2019年5月29日にDIVE II entertainmentから発売された。規格品番はCD+Blu-ray盤がEYCA-12530/B、CD盤がEYCA-12531。

## 概要
『ダイヤモンドスマイル』は、Run Girls, Run!のメンバーがメインキャストを担当してる『キラッとプリ☆チャン』のテレビアニメの第2シーズンの最初のオープニングテーマ、および、アーケードゲームで使用されている曲である。

## 解説

### ダイヤモンドスマイル
2018年12月9日に開催された『み～んなでキラッとプリティーライブ2018』において、2019年4月から『キラッとプリ☆チャン』の第2シーズンが放送されることが発表された。キービジュアル等の詳細は2019年1月15日に公開された。2019年3月3日、『キラッとプリ☆チャン』の第2シーズンのオープニングテーマとして第1シーズンの3曲に引続いてRun Girl, Run!が起用され、本楽曲がリリースされることと、発売日が2019年5月29日であることが発表された。
これまでの楽曲は追いつきたい、夢をかなえたい、みんなで一緒に上がっていこう、といったものであったが、本楽曲では『超えてみせる』と強い意思を示す言葉が使われており、『キラッとプリ☆チャン』作中での桃山みらい達の成長だけでなく、2周年を迎えようとしているRun Girls, Run!らしさをも表している。雑誌『アニメージュ』に掲載されたレビュー文によれば、タイアップ作品のイメージに合致した「明るくキラキラした」楽曲になっており、2回連続でサビが流れるパートについて特筆されている。『CDJournal』のガイドコメントでは「王道アイドル・ソング」と形容された。
ライブでの初披露は、2019年3月24日に東京ビッグサイトにて開催された「AnimeJapan 2019」での「Run Girls, Run! 位置について、よーい!AnimeJapan!ステージ2」だった。2018年のAnimeJapan 2018のステージでも『キラッとプリ☆チャン』の最初の主題歌『キラッとスタート』の初披露が行われており、2年連続のこととなったが、泣くことしかできなかった2018年でのステージと違い、この2019年のステージでは互いに声をかけあったり、客席を観る余裕が生まれるなど、曲の内容に見られるような成長が見られた。
レコーディングではこれまでの曲に比べて時間をかけて行われた。限界を超えていくよう「熱血指導」のディレクションを受け、苦戦したという。

#### ミュージックビデオ
ミュージックビデオはダンスパートの映像の合間にRun Girls, Run!の3人がマラソンによってセンターを決めることになり、ランニングやジムでのトレーニングに励む、というドラマパートが流れるという構成になっている。Run Girls, Run!と同様にavexと81プロデュースの共同開催による「アニソンヴォーカルオーディション」で選ばれたi☆RisやWake Up, Girls!はデビュー前に合宿を行っているが、Run Girls, Run!ではそのような合宿は行われておらず、このミュージックビデオの撮影はそのような合宿の疑似体験ともなっている。
フルサイズのミュージックビデオはCD+Blu-ray盤に収録。ダウンロード販売はなく、ショート版の試聴動画がYouTubeにて公開されていたが、2020年4月1日にはフルサイズのものがYouTubeにて無料で公開された。
ダンスパートの撮影の模様は2019年4月21日にRun Girls, Run!の公式TikTokで公開され、さらに追加の映像が本シングルの発売日に公式Twitterで公開された。

### 青春アルゴリズム
作成にあたり、「ライブで手を振りながら歌えるような楽曲」というリクエストがRun Girls, Run!からあった。切なさや青春のきらめき感などが表現されている。
ライブでは2019年8月4日に開催されたRun Girls, Run!の2周年記念ライブ「Run Girls, Run! 2nd Anniversary LIVE 1.2.3ジャンプ!!!」で初披露された。

## プロモーション
2019年5月には東京と大阪にてリリースイベントが開催された。それぞれの都市の1会場でミニライブも実施された。東京のリリースイベント会場では、2周年記念ライブの開催が発表された。
2019年5月15日に開催された林鼓子の誕生日記念イベントへの参加は本シングルの購入予約者が対象となった。また、洗足学園音楽大学にて開催されたフリーイベントは本CDのリリース記念と銘打っている。

## シングル収録内容
| #         | タイトル                               | 作詞       | 作曲・編曲               | 時間  |
| --------- | -------------------------------------- | ---------- | ------------------------ | ----- |
| 1.        | 「ダイヤモンドスマイル」               | 古屋真     | 加藤裕介                 | 4:06  |
| 2.        | 「青春アルゴリズム」                   | 真崎エリカ | 矢鴇つかさ (Arte Refact) | 4:25  |
| 3.        | 「ダイヤモンドスマイル」(Instrumental) |            |                          | 4:06  |
| 4.        | 「青春アルゴリズム」(Instrumental)     |            |                          | 4:23  |
| 合計時間: | 合計時間:                              | 合計時間:  | 合計時間:                | 17:00 |

| #         | タイトル                              | 作詞 | 作曲・編曲 | 時間 |
| --------- | ------------------------------------- | ---- | ---------- | ---- |
| 1.        | 「ダイヤモンドスマイル」(Music Video) |      |            | 4:10 |
| 合計時間: | 合計時間:                             | 4:10 |            |      |

## 他収録CD
ダイヤモンドスマイル
- Run Girls, World!（2020年）CD+Blu-ray盤にはミュージック・ビデオも収録
- キラッとプリ☆チャン♪ミュージックコレクション Season.2（2020年）TV size版を収録。DX版にはTVアニメ『キラッとプリ☆チャン』でのノンテロップオープニング映像も収録

## カバー
ダイヤモンドスマイル
- オール☆ジュエルアイドルズ - 2020年6月24日発売のアルバム『キラッとプリ☆チャン♪ミュージックコレクション Season.2』に収録。テレビアニメ『キラッとプリ☆チャン』第101話挿入歌。

### ユニットメンバー
1. ↑  桃山みらい（林鼓子）、萌黄えも（久保田未夢）、青葉りんか（厚木那奈美）、赤城あんな（芹澤優）、緑川さら（若井友希）、紫藤める（森嶋優花）、金森まりあ（茜屋日海夏）、黒川すず（徳井青空）、だいあ（佐々木李子）、白鳥アンジュ（三森すずこ）